# Ashley Cooper
Ashley John Cooper (15. září 1936, Melbourne – 22. května 2020) byl australský tenista. Podle statistik Lance Tingaye byl v roce 1957 singlovou světovou jedničkou. Dvakrát vyhrál dvouhru na Australian Open (1957, 1958), jednou ve Wimbledonu (1958) a jednou na US Open (1958). Jediný grandslam, kde se mu tolik nedařilo, byla antuková Paříž, kde bylo jeho maximem semifinále. Podobně úspěšný byl v mužské čtyřhře, kde triumfoval jak v Melbourne Parku (1958), tak na Roland Garros (1957, 1958) a ve Flushing Meadows (1957). Ke kariérnímu grand slamu mu tentokrát scházelo deblové vítězství ve Wimbledonu, kde se nicméně roku 1958 probojoval do finále. Jeho partnery při zisku gradnslamových titulů byli krajané Malcolm Anderson a Neale Fraser. V roce 1957 s australskou reprezentací získal Davisův pohár, odehrál v této soutěži čtyři utkání, dvě vyhrál a dvě prohrál. Roku 1959 přestoupil k profesionálům, kde ale tak úspěšný nebyl. Po skončení hráčské kariéry v roce 1962 se stal tenisovým funkcionářem. V roce 1991 byl uveden do Mezinárodní tenisové síně slávy. Roku 2007 obdržel Řád Austrálie. Jeho manželka Helen Woodová byla vítězka soutěže Miss Australia 1957.